# 1870 na música

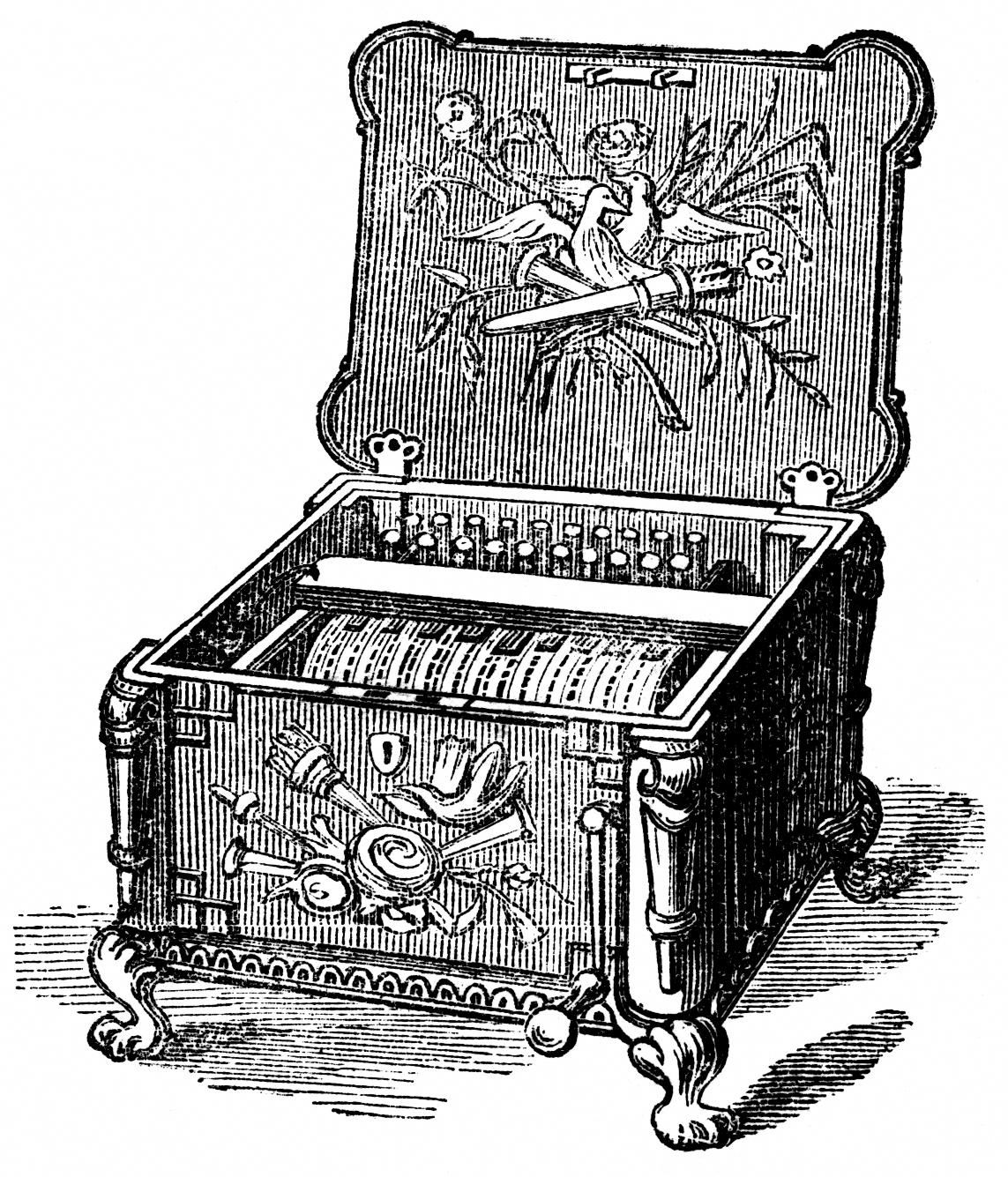
Gravura de 1870 mostrando um instrumento da época: a serineta.

## Música clássica

### Estreias
- 16 de Março - Romeu e Julieta (primeira versão revisada), abertura-fantasia de Pyotr Ilyich Tchaikovsky (Moscovo, Rússia)
- 19 de Março - O Guarani, ópera de Carlos Gomes (Milão, Itália)
- 25 de Maio - Coppélia, ballet de Léo Delibes (Paris, França)
- 26 de Junho - Die Walküre, ópera de Richard Wagner (Munique, Alemanha)
- 26 de Setembro - Prodaná Nevěsta, ópera de Bedřich Smetana (Praga, República Tcheca)

## Nascimentos
| Data        | Nome        | Profissão  | Nacionalidade | Observações | Ref |
| ----------- | ----------- | ---------- | ------------- | ----------- | --- |
| 30 de Abril | Franz Lehár | compositor | Áustria       | m. 1948     |     |

## Mortes
| Data        | Nome            | Profissão             | Nacionalidade   | Observações | Ref |
| ----------- | --------------- | --------------------- | --------------- | ----------- | --- |
| 10 de Março | Ignaz Moscheles | pianista e compositor | Tchecoslováquia | n. 1794     |     |